# Kyle of Lochalsh
Kyle of Lochalsh, en gaélique écossais Caol Loch Aillse, littéralement en français « détroit du loch écumant », est un village du Royaume-Uni situé dans le Nord-Ouest de l'Écosse, à 90 kilomètres à l'ouest-sud-ouest de la ville d'Inverness, dans le Council Area de Highland.
Il se trouve à l'entrée du loch Alsh qui s'avance dans les Highlands et sert de principal point de passage pour l'île de Skye, qui constitue la rive opposée du Loch Alsh.

## Activités

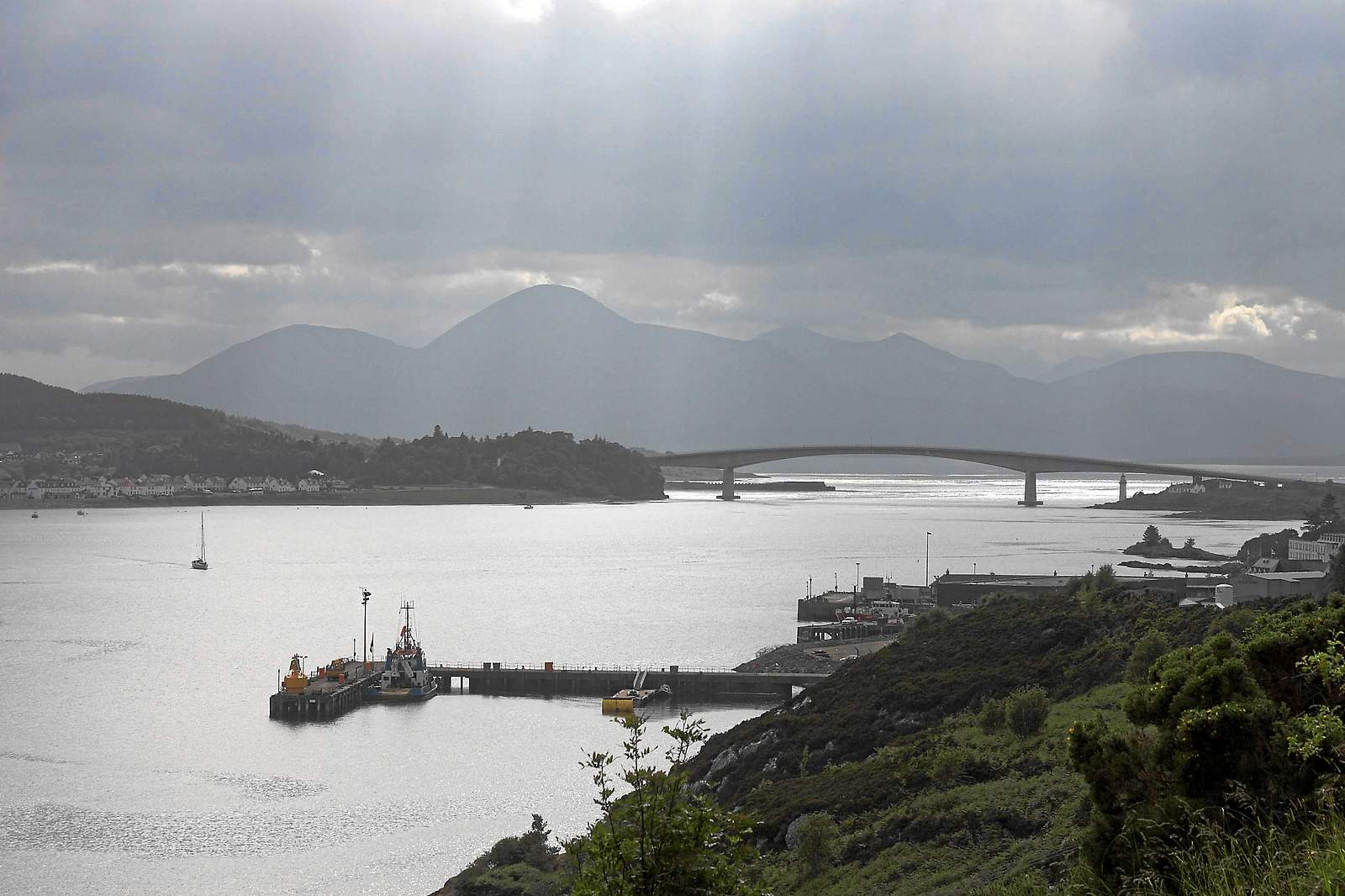
Vue de Kyle of Lochalsh avec le loch Alsh au premier plan et le pont vers l'île de Skye (au dernier plan).

Kyle of Lochalsh constitue un lieu de passage important pour la région. En effet, le ferry, remplacé par un pont en 1995 est le principal point d'entrée de l'île de Skye, destination touristique célèbre. Par ailleurs, Kyle of Lochalsh est le terminus de la voie de chemin de fer Kyle of Lochalsh railway line qui connecte le village à Inverness au nord-est.
La beauté des espaces naturels environnants ainsi que le calme du village confèrent également une activité touristique au village. Enfin, une activité agricole de petite échelle (pisciculture, pratique du crofting, quelque peu similaire au concept de vaine pâture) est à noter.

## Histoire

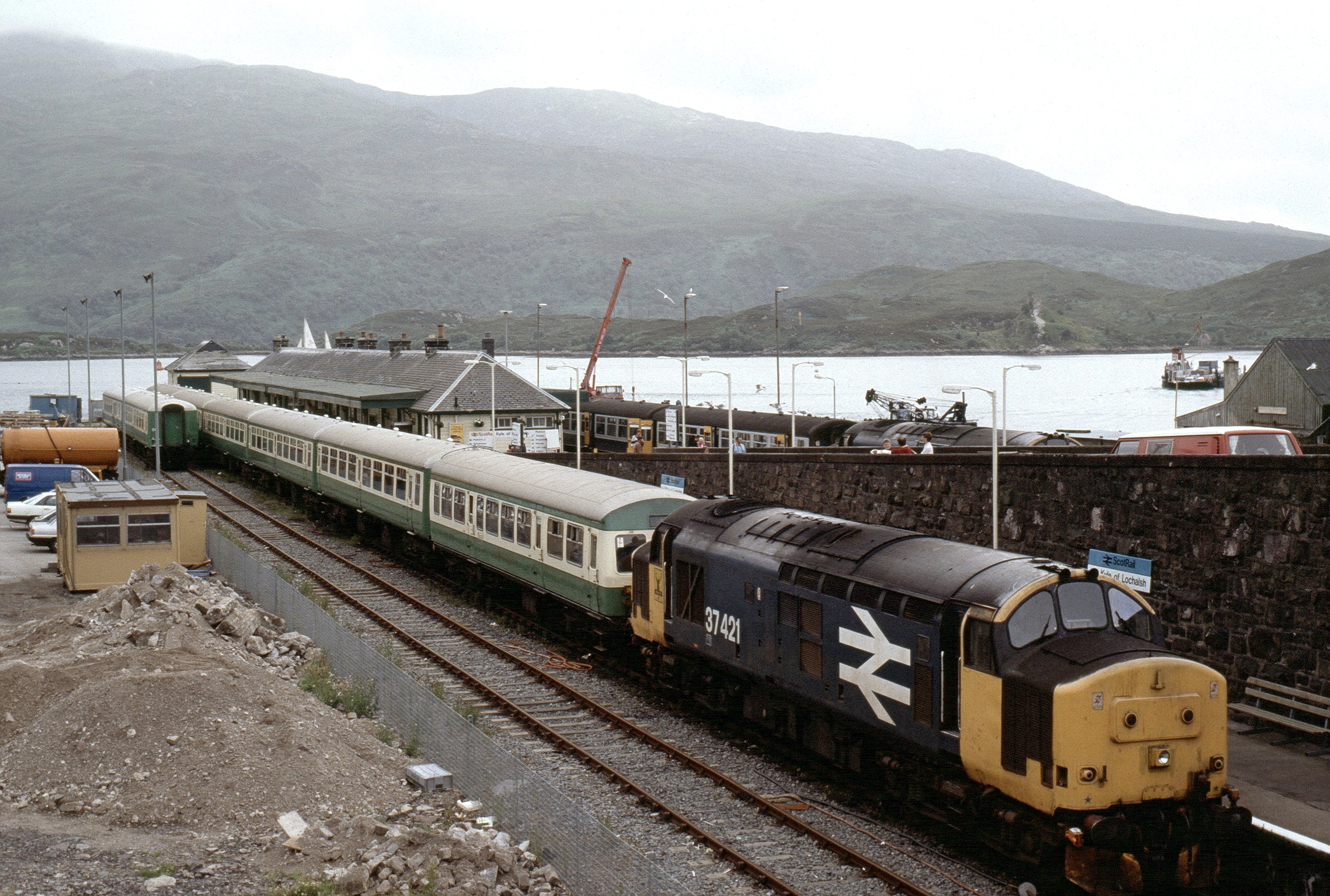
La gare et le bac, 1989

L'existence du village est notée dès 1600 et il prend son essor avec l'arrivée de la route d'Inverness en 1819 puis de la voie de chemin de fer en 1897. Au XXe siècle, Kyle of Lochalsh servit de base maritime britannique pendant la seconde guerre mondiale.

## Personnalités
- Wilf Stevenson, baron Stevenson de Balmacara (1947-), pair travailliste, est né à Kyle of Lochalsh.